# 함준호 (교수)
함준호(咸駿浩, 1964년 2월 11일 ~ )은 연세대학교 국제학대학원 교수이다. 한국은행 금융통화위원을 지냈다. 본관은 양근이다.

## 학력
- 상문고등학교 졸업
- 1982 ~ 1986 서울대학교 영어영문학 학사
- 1986 ~ 1988 컬럼비아 대학교 경영대학원 경영학 석사
- 1988 ~ 1993 컬럼비아 대학교 경영대학원 경영학 박사

## 경력
- 2007 ~ 2009 연세대학교 국제학대학원 부원장
- 2008 ~ 2013 금융위원회 금융발전심의위원회 위원
- 2008 ~ 2010 예금보험공사 비상임이사
- 2009 ~  연세대학교 국제학대학원 교수
- 2009 ~ 2012 연세대학교 국제학연구소 소장
- 2012 ~ 2013 한국금융정보학회 부회장
- 2012 한국금융소비자학회 부회장
- 2014.05 ~ 2018.05 한국은행 금융통화위원회 위원